# Theodorus van der Croon
Theodorus van der Croon (7 giugno 1668 – 9 giugno 1739) è stato un arcivescovo vetero-cattolico olandese, il terzo arcivescovo di Utrecht della Chiesa vetero-cattolica dei Paesi Bassi.
Il 22 luglio 1733 fu eletto arcivescovo di Utrecht dal Capitolo della Cattedrale, e fu successivamente consacrato, come i suoi due predecessori, da Dominique Marie Varlet. La consacrazione ebbe luogo il 28 ottobre 1734 e comportò la scomunica latae sententiae per consacratore e consacrato.

## Genealogia episcopale
La genealogia episcopale è:
- Cardinale Scipione Rebiba
- Cardinale Giulio Antonio Santorio
- Cardinale Girolamo Bernerio, O.P.
- Arcivescovo Galeazzo Sanvitale
- Cardinale Ludovico Ludovisi
- Cardinale Luigi Caetani
- Vescovo Giovanni Battista Scanaroli
- Cardinale Antonio Barberini iuniore
- Arcivescovo Charles-Maurice le Tellier
- Vescovo Jacques Bénigne Bossuet
- Vescovo Jacques de Goyon de Matignon
- Vescovo Dominique Marie Varlet
- Arcivescovo Theodorus van der Croon